# Ed Drewett
Edward Drewett (* 1. April 1988 in Harlow) ist ein britischer Singer-Songwriter.

## Biografie
Drewett studierte an der Tech Music School in London und nahm 2007 am TV-Casting Any Dream Will Do teil, bei der es um eine Rolle in einer neuen Produktion des Musicals Joseph and His Amazing Technicolor Dreamcoat ging. Doch er schied vorzeitig aus.
Danach schrieb er Musik für eine eigene Veröffentlichung und wurde 2009 von Virgin Records unter Vertrag genommen. Im Jahr darauf tourte er im Vorprogramm von Professor Green und nahm mit ihm zusammen den Titel I Need You Tonight auf. Das Lied wurde ein großer Erfolg und erreichte Platz 3 der UK-Charts, was für beide den Durchbruch bedeutete. Einen weiteren großen Erfolg hatte er als Co-Autor von All Time Low, das die Band The Wanted auf Platz 1 der Hitparade führte.

## Diskografie
Singles
- Champagne Lemonade (2010)

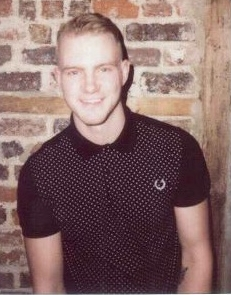
Ed Drewett

- I Need You Tonight (Professor Green featuring Ed Drewett, 2010)